# Vitgumpad akaciaskrika
Vitgumpad akaciaskrika (Eurocephalus ruppelli) är en fågel vanligen placerad i familjen törnskator inom ordningen tättingar.

## Utbredning och systematik
Fågeln förekommer från Sydsudan till Somalia, Etiopien, Kenya och Tanzania. Den behandlas som monotypisk, det vill säga att den inte delas in i några underarter.

### Släktskap
De två arterna i Eurocephalus placeras traditionellt i familjen törnskator (Laniidae). Resultat från genetiska studier  pekar dock på att de utgör en egen utvecklingslinjerna, visserligen nära släkt med törnskatorna, men även med kråkfåglar och tofsskrikan. Detta är dock ännu inte lett till några förändringar, annat än nytt officiellt svenskt trivialnamn från tidigare vitgumpad törnskata.

## Status
Arten har ett stort utbredningsområde och beståndet anses stabilt. Internationella naturvårdsunionen IUCN listar den därför som livskraftig (LC).

## Namn
Fågelns vetenskapliga artnamn hedrar Eduard Rüppell (1794–1884), tysk zoolog och upptäcktsresande.

## Bilder

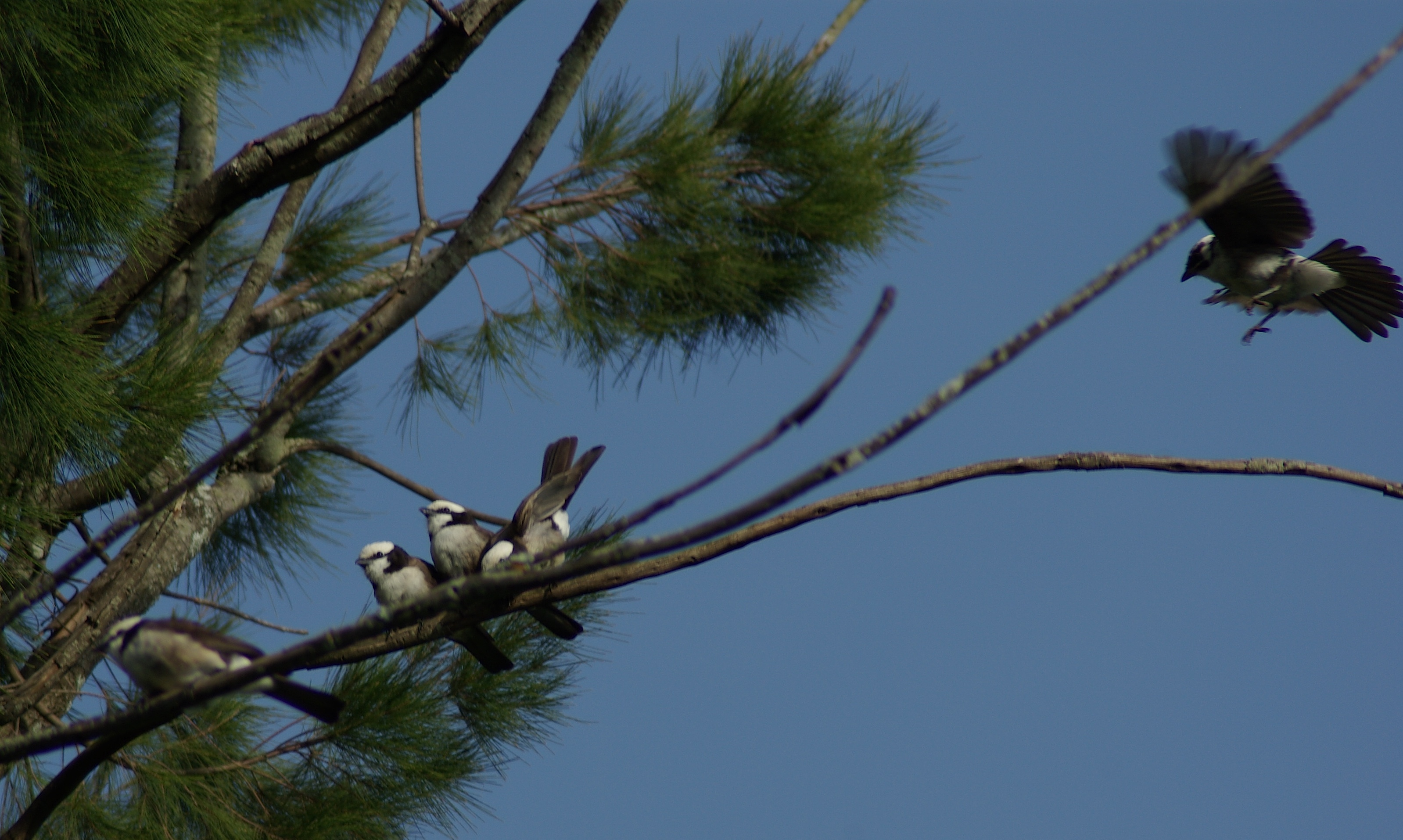
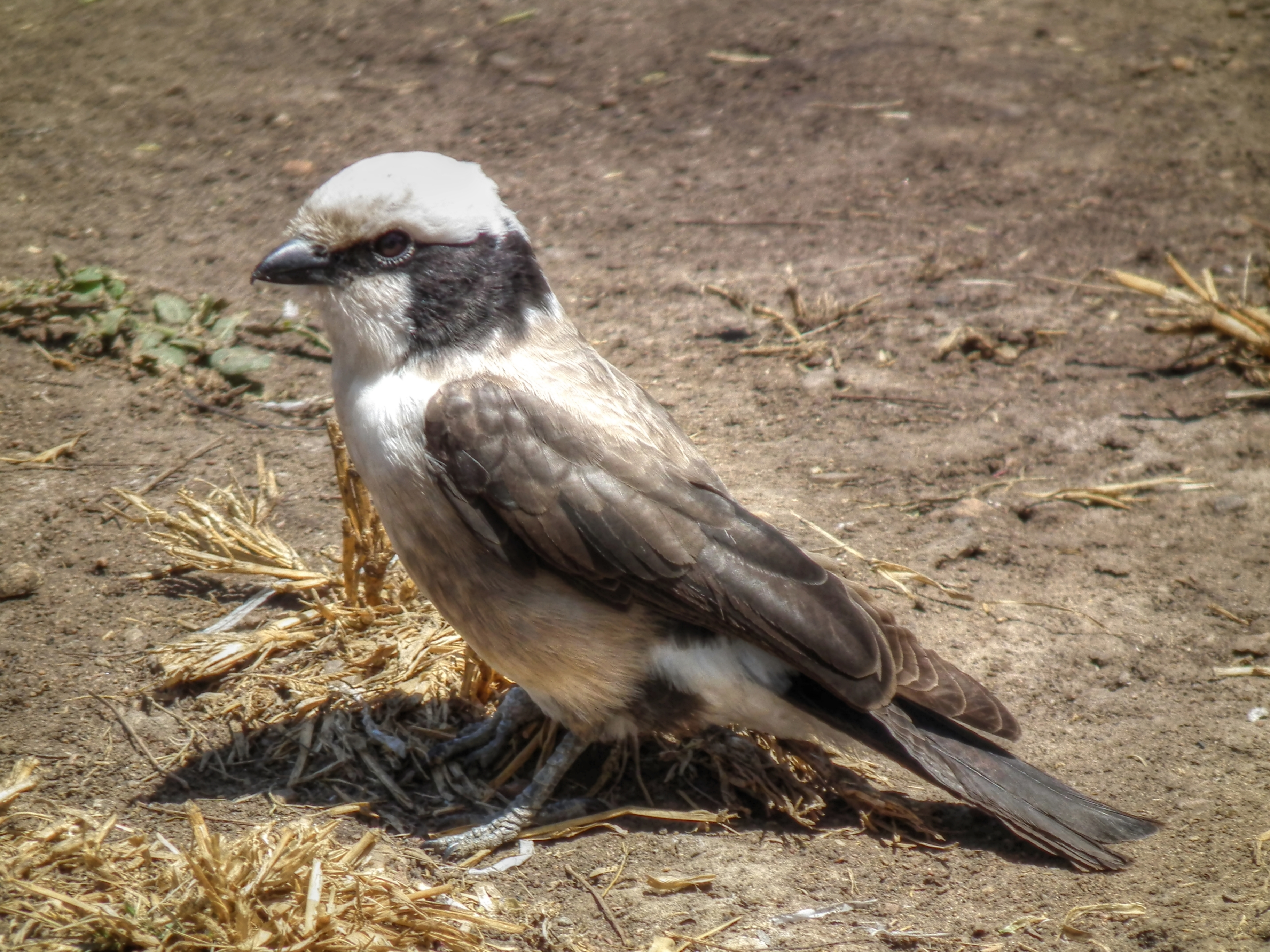
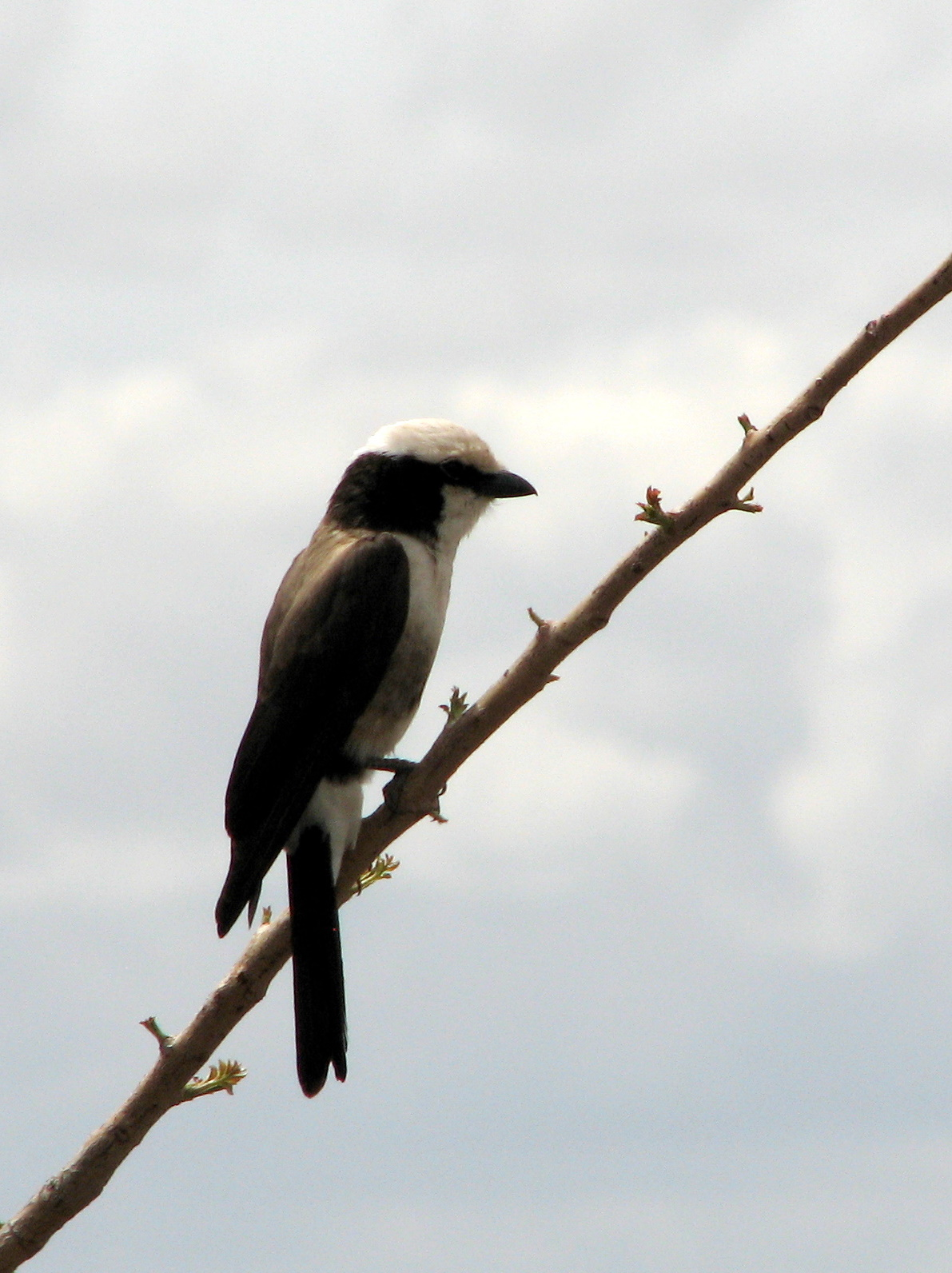
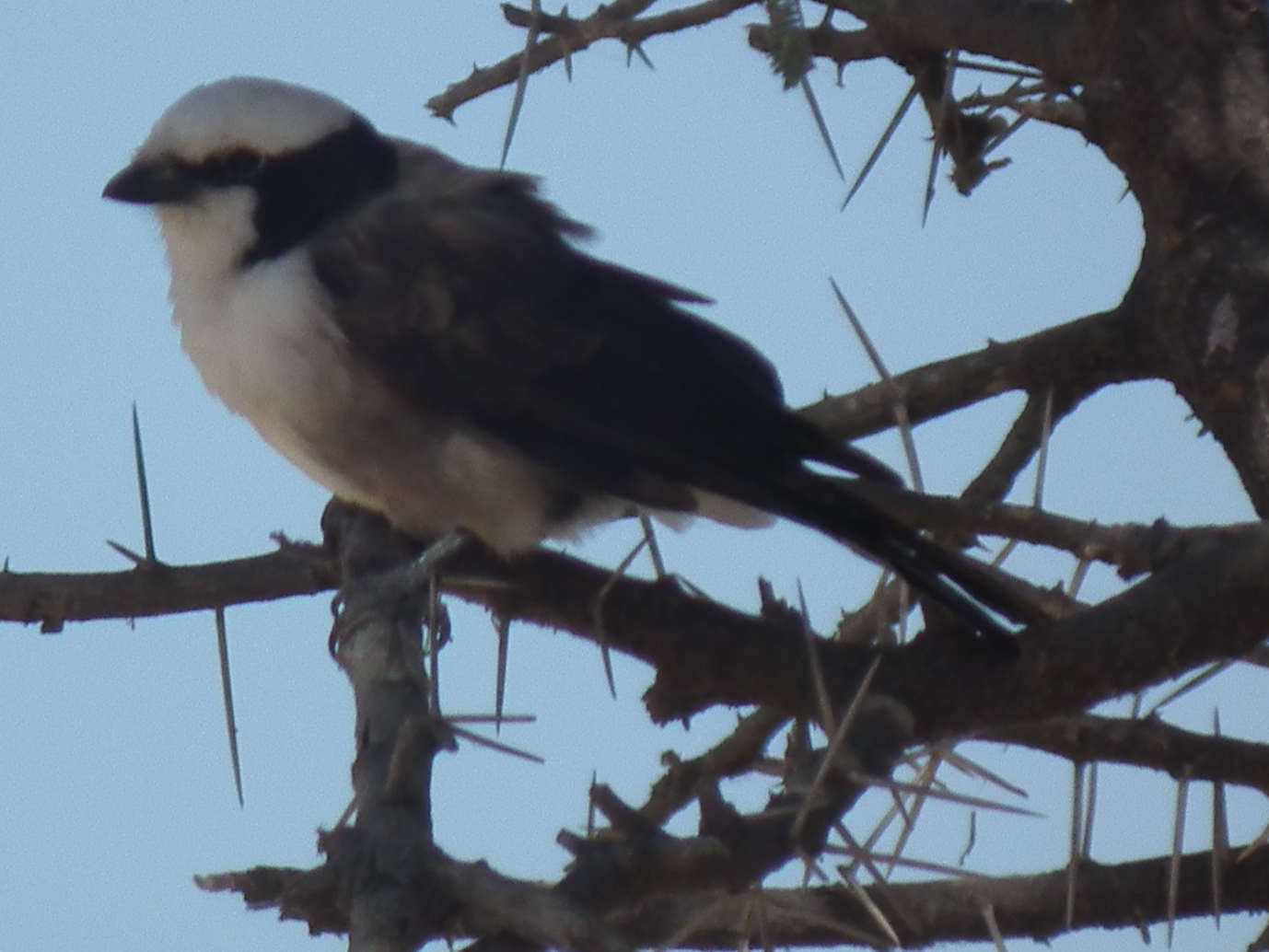